# Бельканто (фильм)
Белька́нто (итал. bel canto — «красивое пение») — драматический фильм 2018 года Пола Вайца о захвате заложников в японском посольстве в Лиме в 1996 году. Фильм основан на одноимённом романе Энн Пэтчетт.
Мировая премьера состоялась 14 сентября 2018 года.

## Сюжет
Декабрь 1996 года, Перу. Знаменитая оперная дива Роксана Косс приезжает для выступления на приёме по случаю дня рождения японского магната Кацуми Хосокавы. В особняке вице-президента Рубена Очоа собирается приличное общество из местных высокопоставленных лиц, включая французского посла Тибо и его жену, верного переводчика Хосокавы Гэна Ватанбэ и российского торгового представителя Фёдорова. Гости наслаждались великолепным сопрано Роксаны, когда в дом ворвались боевики во главе с генералом Беньямином. В обмен на захваченных заложников они требовали освобождения заключённых повстанцев. Их единственный контакт с внешним миром - через переговорщика Красного Креста Месснера. Заложники и террористы проведут месяц в захваченном особняке. Чтобы выжить, им необходимо преодолеть свои разногласия и обрести общую человечность и надежду перед лицом надвигающейся катастрофы.

## В ролях
| Актёр                 | Роль                |
| --------------------- | ------------------- |
| Джулианна Мур         | Роксанна Косс       |
| Кэн Ватанабэ          | Кацуми Хосокава     |
| Себастьян Кох         | Йоахим Месснер      |
| Кристофер Ламберт     | Симон Тибо          |
| Рё Касэ               | Гэн Ватанабэ        |
| Теноч Уэрта           | команданте Беньямин |
| Мария Мерседес Корой  | Кармэн              |
| Олек Крупа            | Фёдоров             |
| Эльза Зильберштейн    | Эдит Тибо           |
| Эдди Мартинес         | Рубен               |
| Бобби Дэниэл Родригес | отец Аргуэдас       |
| Нико Бустаманте       | сын Рубена Маркос   |
| Джэй Сантьяго         | Монсигнор Роланд    |

## Производство
В августе 2016 года было объявлено, что Джулианна Мур, Кэн Ватанабэ и Дэмиан Бичир присоединились к актёрскому составу фильма под руководством Пола Вайца из сценария, который он написал вместе с Энтони Вайнтраубом, по мотивам одноимённого романа. Кэролайн Барон, Вайнтрауб, Вайц и Эндрю Миано будут продюсерами фильма под их A-Line Pictures и Depth of Field, соответственно. В феврале 2017 года Себастьян Кох, Кристофер Ламберт, Эльза Зильберштейн присоединились к актёрскому составу фильма. Рене Флеминг присоединилась к фильмам как поющий голос Джулианны Мур. Позже выяснилось, что Мария Мерседес Корой присоединилась к актёрскому составу фильма.
Съёмочный процесс началась в Нью-Йорке 13 февраля 2017 года.

## Релиз
В мае 2018 года Screen Media Films приобрела права на распространение фильма в США. В мировой прокат фильм вышел 14 сентября 2018 года.